# Ghiacciaio Learnard
Il ghiacciaio Learnard (Learnard Glacier) è un ghiacciaio pensile situato nell'Alaska (Stati Uniti) nel Census Area di Valdez-Cordova.

## Dati fisici
Il ghiacciaio si sviluppa in parte sopra la valle di Portage (Portage Valley) e in parte sopra la cittadina di Whittier. Nasce a circa 1.300 m s.l.m. e termina a circa 400 m s.l.m..
Altri ghiacciai vicini al Learnard sono:
| Nome del ghiacciaio | Quota alle coordinate indicate (m s.l.m.) | Coordinate             | Distanza e direzione dal ghiacciaio |
| ------------------- | ----------------------------------------- | ---------------------- | ----------------------------------- |
| Portage Glacier     | 256                                       | 60°43′07″N 148°48′11″W | 8 km verso sud-ovest                |
| Lowell Glacier      | 865                                       | 60°49′56″N 148°41′48″W | 2 km verso nord-est                 |
| Shakespeare Glacier | 666                                       | 60°45′09″N 148°43′39″W | 7 km verso sud                      |
| Whittier Glacier    | 699                                       | 60°44′50″N 148°41′12″W | 7 km verso sud                      |

Il ghiacciaio è circondato dai seguenti monti (tutti appartenenti al gruppo montuoso del Chugach):
| Nome del monte   | Altezza (m s.l.m.) | Coordinate             | Distanza e direzione dal ghiacciaio |
| ---------------- | ------------------ | ---------------------- | ----------------------------------- |
| Begich Peak      | 1.331              | 60°49′22″N 148°49′25″W | 6 km verso ovest                    |
| Boggs Peak       | 1.255              | 60°50′17″N 148°48′20″W | 6 km verso nord-ovest               |
| Maynard Mountain | 1.088              | 60°48′11″N 148°48′38″W | 1 km verso sud-ovest                |

## Storia
Il ghiacciaio è stato nominato nel 1910 da Lawrence Martin in onore di H.G. Learnard capitano della "Glenn's Expedition".

## Accessi e turismo
Il ghiacciaio è visibile dalla valle di Portage, in direzione nord oppure da Whittier. La valle è accessibile lungo la Portage Glacier Highway () che si forma al miglio 78 (125,5 hm) dall'autostrada Seward che collega la cittadina di Seward con Anchorage. La valle è attraversata anche dalla ferrovia Alaska Railroad che collega Anchorage con Whittier.

## Alcune immagini

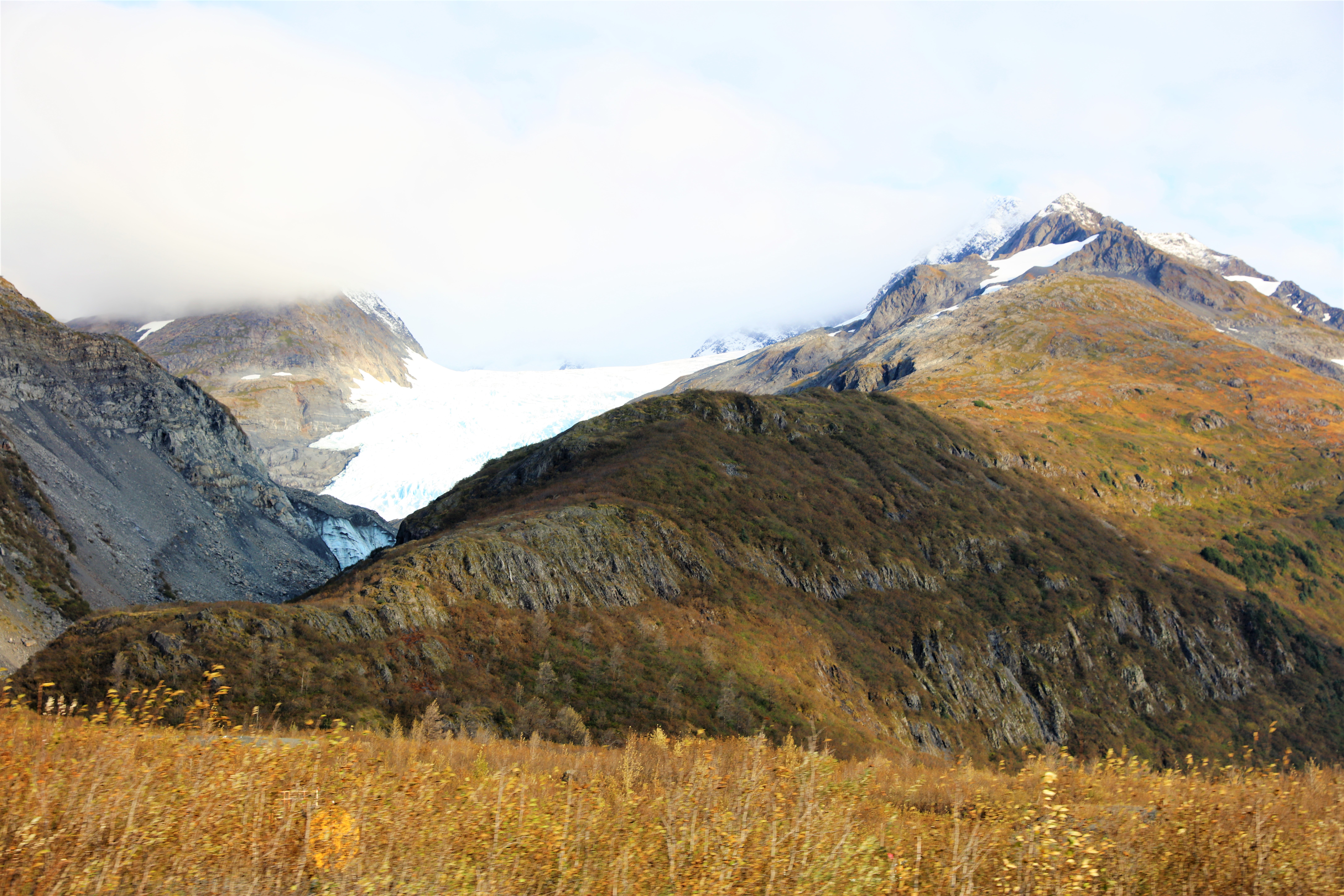
Parte settentrionale del ghiacciaio (verso il lago Portage)